# 1915 en droit
Cet article présente les faits marquants de l'année 1915 en droit.

## Événements

### Février
- 12 février : condamnation à mort « pour l'exemple » de Lucien Bersot par un des tribunaux militaires spéciaux institués  en 1914[1]. Il est exécuté le lendemain. 600 soldats ont été fusillés pour l'exemple pendant la Première Guerre mondiale en France[2].